# Ускоплє (Конавле)
42°34′ пн. ш. 18°16′ сх. д. / 42.57° пн. ш. 18.26° сх. д.
Ускоплє (хорв. Uskoplje) — населений пункт у Хорватії, в Дубровницько-Неретванській жупанії у складі громади Конавле.

## Населення
Населення за даними перепису 2011 року становило 136 осіб.
Динаміка чисельності населення поселення: